# Língua de sinais japonesa
A Língua de Sinais/Gestual Japonesa é a língua gestual (no Brasil, língua de sinais) dominante usada pela comunidade surda no Japão.
No Japão, há pouco conhecimento da língua de sinais e da comunidade surda antes do período Edo. Em 1862, o governo Edo despachou diplomatas às várias escolas europeias para surdos. Entretanto, a primeira escola para surdos não foi estabelecida até 1878, em Kyoto, e só a partir de 1948 as crianças surdas tiveram oportunidade de aceder à instrução formal.
A dactilologia foi importada dos EUA, na parte adiantada do vigésimo século, mas é usada menos do que nos EUA. Escrever com os dedos (desenhando caracteres japoneses) também é usual. Há um sistema que associa o Kanji com sinais particulares, que é usado para lugares e nomes pessoais.
Até 2002, a maioria de escolas para a instrução de surdos enfatizava o oralismo, isto é, o ensino do japonês usando a leitura labial. Somente uma década depois, a proibição oficial do uso da língua de sinais nas escolas foi levantada.
As línguas de sinais da Coreia e de Formosa compartilham de alguns sinais com a Língua Japonesa de Sinais, talvez devido à transferência cultural durante o período da ocupação japonesa.
O interesse na língua de sinais, entre a população do ouvinte do Japão tem aumentado, devido aos numerosos livros publicados, um programa semanal da televisão, ensinando a Língua Japonesa de Sinais e o aumento da disponibilidade de turmas de noite, para ouvintes que desejam aprender esta língua.